# Dorothy Malone
Dorothy Malone (Chicago, Illinois, 1924. január 29. – Dallas, Texas, 2018. január 19.) Oscar-díjas amerikai színésznő.

## Fontosabb filmjei
- Éjjel-nappal (Night and Day) (1946)
- Hosszú álom (The Big Sleep) (1946)
- Colorado földjén (Colorado Territory) (1949)
- A begyulladt alak (Scared Stiff) (1953)
- A doktor (televíziós sorozat, 1952 (The Doctor) (1953, tv-sorozat, egy epizódban)
- A magányos fegyveres (The Lone Gun) (1954)
- Csatakiáltás (Battle Cry) (1955)
- Öt fegyveres a nyugaton (Five Guns West) (1955)
- Művészpánik (Artists and Models) (1955)
- Szélbe írva (Written on the Wind) (1956)
- Az ezerarcú ember (Man of a Thousand Faces) (1957)
- Fakó angyalok (The Tarnished Angels) (1957)
- Cowboyháború (Warlock) (1959)
- Az utolsó utazás (The Last Voyage) (1960)
- Az utolsó napnyugta (The Last Sunset) (1961)
- Ribik póráz nélkül (Beach Party) (1963)
- Peyton Place (1964–1968, tv-sorozat, 430 epizódban)
- Gazdag ember, szegény ember (Rich Man, Poor Man) (1976, tv-film)
- San Francisco utcáin (The Streets of San Francisco) (1976, tv-sorozat, egy epizódban)
- Téli gyilkosságok (Winter Kills) (1979)
- A világvége napja (The Day Time Ended) (1979)
- Csecsemőcsere (He's Not Your Son) (1984, tv-film)
- Elemi ösztön (Basic Instinct) (1992)

## Díjai
- Oscar-díj a legjobb női mellékszereplőnek: Szélbe írva (Written on the Wind) (1956)

## További információ
- Dorothy Malone a PORT.hu-n (magyarul)
- Dorothy Malone az Internetes Szinkronadatbázisban (magyarul)
- Dorothy Malone az Internet Movie Database-ben (angolul)
- Dorothy Malone a Rotten Tomatoeson (angolul)
- Dorothy Malone az AlloCiné weboldalán (franciául)
- Dorothy Malone Profile. Famousfix.com. (Hozzáférés: 2023. január 18.)